# Caesarsalade

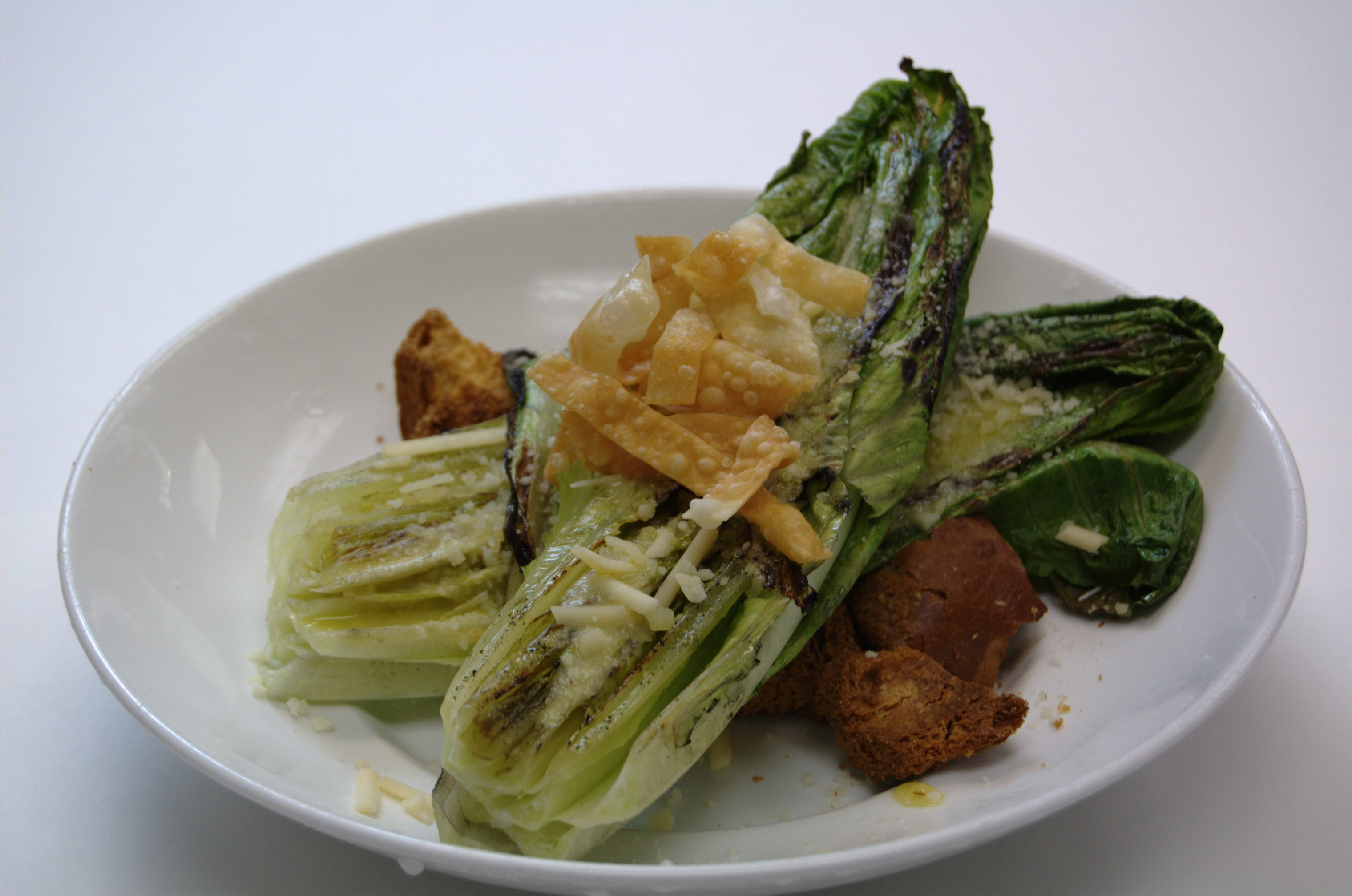
Gegrilde caesarsalade

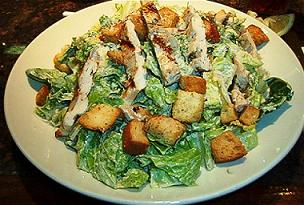
Caesarsalade met croutons en gegrilde kip

De caesarsalade is een gemengde salade. De salade is genoemd naar Cesare Cardini (1896-1956), een hotel- en restauranteigenaar en chef-kok van Italiaanse afkomst, die in San Diego woonde en net over de grens in Tijuana in Mexico werkte. De salade ontstond uit nood op een druk moment op 4 juli 1924. Meerdere ingrediënten waren op dat moment niet meer voorradig. Toen mensen later terugkwamen in de zaak en speciaal naar deze salade vroegen, wist Cesare dat hij iets bijzonders had. De salade werd naar hem vernoemd, de naam heeft dus niets te maken met Julius Caesar. Deze salade is bijvoorbeeld populair in de Verenigde Staten en Canada.
Cardini's salade bestond uit niet meer dan acht ingrediënten:
- bindsla (Lactuca sativa var. romana)
- croutons
- knoflook
- Parmezaanse kaas
- 1 gekookt ei
- worcestersaus
- olijfolie
- citroensap

Enkele ingrediënten die, afwijkend van het origineel, soms worden toegevoegd:
- mosterd
- avocado
- tomaat
- stukjes spek
- ansjovis
- kipfilet
- feta